# アナブロ
アナブロは、NHK札幌放送局で制作されている、北海道のNHKアナウンサーの素顔に迫る5分間のミニ番組である。札幌放送局のホームページに掲載されている「アナウンサーブログ」からのスピンオフ作品として、同局が制作していたテレビ番組である。

## 概要
2010年4月2日金曜深夜に放送開始。開始月に4週続けて放送された後は、隔週が基本の不定期放送となっている。放送時間の変更や再放送もある。年始や夏期には拡大版のスペシャル番組も放送される。
2012年12月現在は、土曜日の「Generation H」の枠内（原則として23:53 - 23:58）で放送され、翌週土曜日の12:40 - 12:45にも再放送される。
毎回、アナウンサー1名から数名に注目し、仕事の裏側や趣味などを取材したり、視聴者からの質問に答えたり、体当たりのスポーツ体験をするなどの企画で構成される。
2010年度は基本的に札幌放送局在籍のアナウンサーを取り上げた。2011年度からは北海道内各局のアナウンサーを取り上げ、さらに2012年度下半期からこれまでの北海道内各局のアナウンサーに加えて北海道内各局の女性契約キャスターも取り上げるようになった。

## 放送日時・出演アナウンサー
| 放送日                | 出演者             | 主内容と備考                                               |
| --------------------- | ------------------ | ---------------------------------------------------------- |
| 2010年4月2日          | 登坂淳一、出田奈々 | ネットワークニュース北海道とは… 唯一2回以上再放送。        |
| 2010年4月9日          | 市川泰、伊藤雄彦   | 新番組紹介 つながる@きたカフェ 北スペシャル                |
| 2010年4月16日         | 出田奈々           | 出田アナの休日。質問コーナー開始。                         |
| 2010年4月23日         | 出田奈々           | 池田耕一郎と室内プールでアーティスティックスイミング       |
| 2010年5月14日         | 冨坂和男           | 札幌ドームから野球中継の裏側                               |
| 2010年5月21日 5月28日 | 赤松俊理、南山吉弘 | 北海道クローズアップ 2010年5月28日は25:39 - 25:44（JST）。 |
| 2010年6月4日          | 曽根優             | スポーツ実況                                               |

## スタッフ
- ナレーター：岩尾亮
- オープニングアニメーション製作：ガイナックス
- テーマ曲作曲：漢那拓也
- 製作：NHK札幌放送局